# 海栖热袍菌
海栖热袍菌（學名：Thermotoga maritima）是熱袍菌屬的一種細菌，屬革蘭氏陰性的桿菌，生存在海底熱泉中，最適生長溫度為攝氏80度，在55度至90度的水中皆可生長，為少數在高溫生長的細菌之一。
海栖热袍菌為厭氧的化學自營生物，可將數種醣類發酵產生二氧化碳與氫氣。